# Tres madrigals per a violí i viola
La Tres madrigals per a violí i viola (també anomenat Duo núm. 1), H. 313, va ser compost per Bohuslav Martinů l'any 1947 a Nova York, durant el període de cinc anys que el compositor va passar als Estats Units, mentre fugia de la França ocupada. Té una durada d'uns 17 minuts.

## Moviments
El quartet consta de tres moviments:
1. Poco allegro
2. Poco andante
3. Allegro

## Origen i context
Al començament de la Segona Guerra Mundial, Martinů es va establir a Nova York amb la seva esposa, on va treballar com a professor. La seva música, especialment les primeres cinc simfonies, va ser molt ben rebuda. Després de la guerra, van decidir tornar a Praga, però Martinů va patir una greu caiguda a Berkshire. La seva recuperació va ser llarga i difícil, i va passar la major part del 1947 concentrat en l'escriptura de música de cambra. El primer d'aquests treballs de 1947 són els Tres Madrigals per a violí i viola, escrits per al duo format pels germans Joseph i Lillian Fuchs, a qui els va dedicar. Martinů els va compondre un segon duo el 1950.
Martinů sembla influït per Mozart en aquesta composició instrumental dels madrigals: comparteixen les textures imaginatives, la interacció virtuosa i la forma de tres moviments dels duos del compositor de Salzburg. El títol suggereix la influència dels madrigals anglesos, que Martinů descobrí a la dècada de 1920 i que l'encisaren durant tota la seva vida. Reflecteixen, com un record de la seva terra natal en moments de pau i des de la llunyania de la convalescència, temes i danses populars bohemis i moravians amb l'ús de l'escala pentatònica.